# Вукоје Булатовић
Вукоје Булатовић (Туларе, код Медвеђе, 18. март 1927 — Београд, 10. новембар 2001) био је учесник Народноослободилачке борбе, новинар и друштвено-политички радник Социјалистичке Републике Србије.

## Биографија
Рођен је 18. марта 1927. у селу Туларе, код Медвеђе. У родом селу је завршио основну школу, а 1941. након окупације Југославије, са свега четрнаест година отишао је у партизане. Године 1943. примљен је у чланство Комунистичке партије Југославије (КПЈ).
Након завршетка рата радио је у Лесковцу, као члан Окружног комитета КПС и секретар Градског комитета СКОЈ, од 1948. године. Потом је био инструктор Централног комитета Народне омладине Југославије. У међувремену је завршио Филозофски факултет у Београду.
Био је сарадник Института за међународни раднички покрет, секретар Комисије за идеолошки рад Централног комитета Савеза комуниста Србије. Од 1964. радио је као саветник у амбасади СФРЈ у Италији у Риму и истовремено био дописник лита Комунист. Након повратка из Италије био је републички секретар (министар) за информисање у Извршном већу Скупштине СР Србије.
Од 1974. до 1982. био је директор и одговорни уредник листа Политика, а истовремено је био члан Председништва ЦК СК Србије. Маја 1986. изабран је за члана Председништва СР Србије, у коме је у два мандата 1986—1987. и 1987—1988. обављао дужност потпредседника, у време када су председници Председништва били — Иван Стамболић и Петар Грачанин.
Од Петог конгреса СКС, 1968. биран је за члана Централног комитета СК Србије, а био је и председник Комисије за међународне односе ЦК СКС. Политику је напустио и пензионисао се након истека мандата члана Председништва СР Србије, децембра 1989, с обзиром да је припадао политичкој групи, која је поражена на Осмој седници ЦК СКС, септембра 1987. године.
Умро је 10. новембра 2001. у Београду. Кремиран је, а његова урна је положена у Алеји заслужних грађана на београдском Новом гробљу.
Носилац је Партизанске споменице 1941. и других југословенских одликовања.